# 村上麻里恵
村上 麻里恵（むらかみ まりえ、1981年9月10日 - ）は、日本の元女優、タレント、レースクイーン。本名、中村 麻里恵（なかむら まりえ）。宮城県出身。

## 来歴
2000年よりスプラッシュに所属。グラビア・CMモデル・レースクイーン・イメージガール・女優などとして活動。2001年に3人組ユニットgalcon（ギャルソン）でユニバーサルミュージックよりCDデビュー。映画『ムーラン・ルージュ』の挿入歌「レディーマーマレード」を日本版でカバーした。
2005年には1,832人の中からマイルドセブン・ルノー・F1チームイメージガールに選ばれたが、2006年に引退。
2008年7月8日に埼玉西武ライオンズの中村剛也と結婚（披露宴は翌年の1月24日に行われた）。2009年7月22日に第1子（長男）、2011年12月3日に第2子（次男）、2014年6月12日に第3子（三男）を出産。

## 出演

### テレビ
- お昼ですよ!ふれあいホール（NHK）
- 特命係長 只野仁（テレビ朝日）
- 嬢王（テレビ東京）
- ぶちぬき（テレビ東京）
- トリセツ（テレビ朝日）
- iD（テレビ朝日）
- Goro's Bar（TBS）
- 中居正広の金曜日のスマたちへ（TBS）
- プリティガレッジ（日本テレビ）
- プロの動脈。（よみうりテレビ）
- 裏DORA（テレビ埼玉）
- フォーミュラ・ニッポンTV（フジテレビ739）
- 裏ジャニ（テレビ東京）

### CD
- galcon 「Bad Girls／Lady Marmalade」　(ユニバーサルミュージック)
- 「Trance mission II」(ユニバーサルミュージック)

### DVD
- galcon「Bad Girls」（ アクアハウス）
- 村上麻里恵（ビーエムドットスリー）

### CM
- ホーユー「ビューティーラボ」
- 日産火災（2000年）
- 明治生命「ライフアカウントL.A」（2001年）
- アシアナ航空 「新韓国代表」 （2002年）
- Spa Resort Hawaiians 「想像を超えたリゾート　ファイアー」（2003年）
- イエローハット（2004年）
- サントリー「キレ味生・試飲会」（2005年）

### 映画
- 極道の妻たち　情炎

### レースクイーン・イメージガール
- 平塚競輪イメージガール「ウェンディー君の恋人」（2000年）
- エキサイトチームインパルギャル（2001年）
- チームルマンフォーラムエンジニアリングギャル（2002年、2003年）
- ダンテールプロジェ太陽石油レースクイーン（2003年）
- フジテレビダイヤモンドグローブ・ラウンドガール（2002年、2003年）
- イエローハットレースクイーン（2004年、2005年）
- F1フェラーリオリンパスレディ（2004年）
- マイルドセブン・ルノー・F1チームイメージガール（2005年）

## 書籍

### 写真集
- RQ コスチュームを脱いだ9人の最強レースクイーン（撮影・佐藤健　徳間書店）